# Муцио Атендоло (лек крайцер, 1934)
Муцио Атендоло (на италиански: Muzio Attendolo) е лек крайцер на италианския флот от времето на Втората световна война. Втори кораб от серията крайцери „Раймондо Монтекуколи“.
Наречен е в чест на средневековния италиански кондотиер Муцио Атендоло Сфорца, основател на династията Сфорца.

## История на службата
Заложен е на 10 април 1931 г. в корабостроителницата „Кантиери Риунити дел Адриатико“ в Триест. На вода е спуснат на 9 септември 1934 г., в състава на флота е зачислен на 7 август 1935 г. В бойна готовност е приведен в първите дни на участието на Италия във Втората световна война. Участва като минимум в три големи сражения на италианския флот: боя при Калабрия, Операция „Халберд“ и първата Сиртска битка.
В първата битка в залива Сирт крайцерът е част от силите на близкото прикритие, отговарящи за конвоя M42. През август 1942 г., против британския конвой, (операция „Пиедестал“) крайцерът не участва: той е изключен от основния състав на италианските сили. Заедно с това „Муцио Атендоло“, в ранната сутрин на 13 август 1942 г., влиза в бой с британски подводници и е торпилиран от субмарината „Ънброукен“. Носът на крайцера е напълно разрушен, но това и спасява кораба от потопяване: той губи значителна част от теглото си, а напречната преграда издържа на удара. Крайцерът е отбуксиран в Месина, а след това в Неапол, където той влиза за ремонт. При същата атака е поразен и крайцерът „Болцано“, но за неговия ремонт няма средства.
Теоретически „Муцио Атендоло“ трябва да бъде приписан към 7-ма морска дивизия заедно с „Еудженио ди Савоя“ и „Раймондо Монтекуколи“, но той носи служба в 1-ви ескадрон заедно с всичките три линкора от типа „Литорио“. Това съединение потенциално е най-мощното в целия италиански флот, но то е отслабено след атаките над Таранто и Неапол.
В края на декември 1942 г. бомбардировачите B-24 „Либерейтър“ започват все по-често да бомбардират Неапол. Независимо от това, че почти всички големи кораби са напуснали Таранто, Неапол не остава безопасно място: „Либерейтърите“ и „Уелингтоните“ не прекратяват бомбардировките на града. На 4 декември 1942 г., в деня на Света Варвара, двадесет самолета от 98-ми и 376-ми ескадрон, базирони в Египет, излитат за Неапол. Излитането не е засечено от италианското разузнаване, вземайки го за немско съединение от Ju-52. Силите на ПВО откриват огън по бомбардировачите в 16:40, когато вече самолетите са в зоната на града. Американците хвърлят 225- и 450-килограмови бомби от височина 6200 m, но не уцелват линкорите.
Въпреки това от бомбите на американците и осколките не успяват да се спасят по-слабите кораби: цялата 7-ма дивизия от леки крайцери поняса големи загуби. Така например, „Еудженио ди Савоя“ не получава преки попадения, но от разрива на бомба от осколките и са убити 17 души и ранени 46. Около 40 дни след това се изпомпва водата от крайцера. „Раймондо Монтекуколи“ получава попадение в централната част, и макар машинното отделение да няма щети, от взрива загиват 44 души и са ранени 36. Възстановителните работи отнемат седем месеца.
„Муцио Атендоло“ получава фатално попадение между третата кула и триножника: по някои данни, корабът също получава още едно по-слабо попадение от бомба. В 17:28 американците напускат града, и към този момент „Муцио Атендоло“ вече потъва. Въздушната тревога повторно прозвучава в 21:17 по погрешка, но корабите веднага спират с помощта за потъващия крайцер. В 22:19 кораба се преобръща и поема към дъното. Жертви на крушението стават 188 души, още 86 са пострадали. На „Литорио“ загива един моряк, между цивилните жертвите са от 150 до 250 души. Големите кораби отплават за Специя. Ремонтът на „Муцио Атендоло“ трябва да продължи от 10 до 12 месеца, но той така си и остава да лежи на дъното. След капитулацията на Италия крайцерът се използва като док, а след войната е разкомплектован за метал.

## Коментари
1. ↑  Всички данни са към юни 1940 г.